# 厉仲祥
厉仲祥（1159年—1212年），又名仲方，字约父，婺州东阳县夏厉墅（今浙江金华东阳横店夏厉墅）人，移居平江府吴县（今江苏苏州），宋光宗绍熙元年庚戌科武状元，善于治军、能识将才，曾造出九牛弩战车，射程大约四五百米。